# Nowa Lewica (2003–2011)
Nowa Lewica (NL) – polska partia polityczna, założona 15 lutego 2003. Zarejestrowana została 9 kwietnia 2003, wykreślona z ewidencji 27 lipca 2011. Przewodniczącym Nowej Lewicy był Piotr Ikonowicz, wcześniej działający w Polskiej Partii Socjalistycznej. Nowa Lewica to partia o lewicowym programie, która określała się jako socjalistyczna, antykapitalistyczna i alterglobalistyczna. Ideologia partii została zdefiniowana głównie przez socjalizm demokratyczny oraz trockizm. W partii działał na zasadach frakcji Nurt Lewicy Rewolucyjnej.
Celem partii była walka o Polskę socjalistyczną, wolną od bezrobocia, bezdomności, szowinizmu, rasizmu, antysemityzmu i dyskryminacji, gwarantującą swym obywatelom równy dostęp do powszechnej oświaty, nieskrępowanych badań naukowych i wolnej twórczości, publicznej służby zdrowia, a także wolność zarówno wyznania, jak i bezwyznaniowości. Cele chciała zrealizować poprzez zmianę świadomości społecznej, samoorganizację społeczeństwa, rozwój kultury i nauki, zmiany stosunków społecznych, a także poprzez wpływ na kształtowanie polityki państwa i sprawowanie władzy. Partia organizowała akcje blokad eksmisji zadłużonych lokatorów. Broniła również ich racji przed sądami. Partia posiadała również swoją telewizję „Copyleft TV”, wolną od praw autorskich.

## Historia
15 lutego 2003 w Warszawie odbył się zjazd założycielski partii. Wcześniej powstały kluby NL.
Kandydatem w wyborach prezydenckich w 2005 popieranym przez NL miała być prof. Maria Szyszkowska, jednakże jej sztab wyborczy nie zebrał wystarczającej liczby podpisów, które umożliwiłyby jej kandydaturę. Dlatego też partia poparła kandydaturę Daniela Podrzyckiego, który z powodu śmiertelnego wypadku nie wziął ostatecznie udziału w wyborach. W wyborach parlamentarnych w 2007 Piotr Ikonowicz brał udział jako kandydat z pierwszego miejsca listy Samoobrony RP w okręgu warszawskim (partia ta nie uzyskała mandatów w Sejmie).
W końcu maja 2008 powstała młodzieżówka partii – Organizacja Młodzieżowa Nowej Lewicy. Młodzieżówka przeciwstawiała się wszelkim nierównościom społecznym. Deklarowała się jako organizacja przeciwna kapitalizmowi. Działała do jesieni tego samego roku. Pismem Organizacji Młodzieżowej Nowej Lewicy był internetowy biuletyn „Iskra”.
Nowa Lewica, podobnie jak 3 inne partie, nie złożyła sprawozdania finansowego za 2010 rok. W wyniku tego została postanowieniem z 27 lipca 2011 wykreślona z ewidencji partii politycznych przez Sąd Okręgowy w Warszawie. Prowadzona przez Piotra Ikonowicza Kancelaria Sprawiedliwości Społecznej podjęła w tym samym roku współpracę z Ruchem Palikota. 2 maja 2014 powstała nowa partia Ruch Sprawiedliwości Społecznej (także pod przewodnictwem Piotra Ikonowicza).